# UEFA Liga nacija 2018./19. – Liga A
UEFA Liga nacija 2018./2019. – Liga A je najjača jakosna liga UEFA-ine Lige nacija sezone 2018./2019. međunarodnog nogometnog natjecanja europskih nacionalnih seniorskih reprezentacija članica UEFA-e. Natjecanje po skupinama lige A održano je od 6. rujna do 20. studenog 2018., a završnica natjecanja u lipnju 2019. kada je kao prvi pobjednik Lige nacija proglašen Portugal.

## Format natjecanja
Liga A sastojala se od 12 najbolje rangiranih članica UEFA-e, podijeljenih u četiri skupina po tri reprezentacija. Pobjednici svake skupine igrali su u polufinalu Lige nacija, a trećeplasirane reprezentacije trebale su ispasti iz lige A i sljedeću sezonu igrati u ligi B, ali su ostale u ligi A zbog promjene formata.
Završnica Lige nacija održana je u lipnju 2019., a sastojala se od dva polufinala, utakmice za 3. mjesto i jednog finala. Polufinalni parovi, kao i formalni domaćini utakmice za 3. mjesto te finala odlučeni su ždrijebom početkom prosinca 2018. Izvršni odbor UEFA-e odabrao je za zemlju domaćina Portugal između četiri kvalificirane reprezentacije.
Četiri pobjednika skupina izvučeni su u manje skupine s po pet reprezentacija za Kvalifikacije za Europsko prvenstvo 2020. (kako bi igrali manje kvalifikacijskih utakmica jer moraju sudjelovati i u završnici Lige nacija). Osim toga, ligi A dodijeljeno je jedno od četiri preostala mjesta za Europsko prvenstvo 2020. Četiri reprezentacije iz lige A koje se nisu kvalificirale na Europsko prvenstvo igrale su u ožujku 2020. doigravanja. Mjesto u doigravanju prvo je dodijeljeno pobjednicima skupina, a ako je pobjednik skupine osigurao sudjelovanje na prvenstvu redovnim kvalifikacijama, tada je mjesto dobila sljedeća najbolje rangirana reprezentacija lige. Ako manje od četiri reprezentacije u ligi A nisu osigurale sudjelovanje na prvenstvu onda su se ta slobodna mjesta dodijelila reprezentacijama iz niže lige. Doigravanja su se sastojala od dva polufinala (najbolje rangirana reprezentacija protiv 4. te 2. protiv 3. najbolje rangirane reprezentacije, a domaćin je bila bolje rangirana reprezentacija) i jednog finala u kojemu sudjeluju pobjednici polufinalnih utakmica. Pobjednik doigravanja osigurao je plasman na Europskom prvenstvu 2020.

### Ždrijeb
Reprezentacije su svrstane u ligu A prema UEFA-inom koeficijentu za nacionalne reprezentacije nakon završetka grupne faze Kvalifikacija za Svjetsko prvenstvo u Rusiji 11. listopada 2017. te su podijeljene u tri jakosne skupine s po četiri reprezentacija također složenih prema UEFA-inom koeficijentu za nacionalne reprezentacije. Raspored reprezentacija po jakosnim skupinama objavljen je 7. prosinca 2017.
| Reprezentacija | Koef.  | Por. |
| -------------- | ------ | ---- |
| Njemačka       | 40,747 | 1    |
| Portugal       | 38,655 | 2    |
| Belgija        | 38,123 | 3    |
| Španjolska     | 37,311 | 4    |

| Reprezentacija | Koef.  | Por. |
| -------------- | ------ | ---- |
| Francuska      | 36,617 | 5    |
| Engleska       | 36,231 | 6    |
| Švicarska      | 34,986 | 7    |
| Italija        | 34,426 | 8    |

| Reprezentacija | Koef.  | Por. |
| -------------- | ------ | ---- |
| Poljska        | 32,982 | 9    |
| Island         | 31,155 | 10   |
| Hrvatska       | 31,139 | 11   |
| Nizozemska     | 29,866 | 12   |

Ždrijeb skupina održan je 24. siječnja 2018. u Lausanni, Švicarska.

## Natjecanje po skupinama
|  | Plasman u završnici natjecanja |
|  | Ispadanje u Ligu B             |

Raspored utakmica potvrdila je UEFA 24. siječnja 2018. nakon održanog ždrijeba.
Vremena odigravanja utakmica prikazani su na srednjoeuropskom vremenu za utakmice igrane u studenom 2018. te na srednjoeuropskom ljetnom vremenu za sve ostale utakmice.

### Skupina 1
| Poz. | Reprezentacija | Uta. | P | N | I | GZ | GP | GR | Bod. |     |     |     |  |
| 1.   | Nizozemska     | 4    | 2 | 1 | 1 | 8  | 4  | +4 | 7    | —   | 2:0 | 3:0 |  |
| 2.   | Francuska      | 4    | 2 | 1 | 1 | 4  | 4  | 0  | 7    | 2:1 | —   | 2:1 |  |
| 3.   | Njemačka       | 4    | 0 | 2 | 2 | 3  | 7  | -4 | 2    | 2:2 | 0:0 | —   |  |

| 6. rujna 2018. 20:45 |           |           |                                                                      |
| Njemačka             | 0:0       | Francuska | Allianz Arena, München Broj gledatelja: 67.485 Sudac: Daniele Orsato |
|                      | Izvještaj |           | Allianz Arena, München Broj gledatelja: 67.485 Sudac: Daniele Orsato |

| 9. rujna 2018. 20:45  |           |            |                                                                                      |
| Francuska             | 2:1       | Nizozemska | Stade de France, Saint-Denis Broj gledatelja: 76.452 Sudac: Alberto Undiano Mallenco |
| Mbappé 14' Giroud 75' | Izvještaj | Babel 67'  | Stade de France, Saint-Denis Broj gledatelja: 76.452 Sudac: Alberto Undiano Mallenco |

| 13. listopada 2018. 20:45              |           |          |                                                                        |
| Nizozemska                             | 3:0       | Njemačka | Amsterdam ArenA, Amsterdam Broj gledatelja: 52.536 Sudac: Cüneyt Çakır |
| Van Dijk 30' Depay 87' Wijnaldum 90+3' | Izvještaj |          | Amsterdam ArenA, Amsterdam Broj gledatelja: 52.536 Sudac: Cüneyt Çakır |

| 16. listopada 2018. 20:45 |           |                 |                                                                           |
| Francuska                 | 2:1       | Njemačka        | Stade de France, Saint-Denis Broj gledatelja: 77.300 Sudac: Milorad Mažić |
| Griezmann 62', 80' (pen)  | Izvještaj | Kroos 14' (pen) | Stade de France, Saint-Denis Broj gledatelja: 77.300 Sudac: Milorad Mažić |

| 16. studenog 2018. 20:45  |           |           |                                                                  |
| Nizozemska                | 2:0       | Francuska | De Kuip, Rotterdam Broj gledatelja: 44.366 Sudac: Anthony Taylor |
| Wijnaldum 44' Depay 90+6' | Izvještaj |           | De Kuip, Rotterdam Broj gledatelja: 44.366 Sudac: Anthony Taylor |

| 19. studenog 2018. 20:45 |           |                           |                                                                            |
| Njemačka                 | 2:2       | Nizozemska                | Veltins-Arena, Gelsenkirchen Broj gledatelja: 42.186 Sudac: Ovidiu Haţegan |
| Werner 9' Sané 20'       | Izvještaj | Promes 85' Van Dijk 90+1' | Veltins-Arena, Gelsenkirchen Broj gledatelja: 42.186 Sudac: Ovidiu Haţegan |

### Skupina 2
| Poz. | Reprezentacija | Uta. | P | N | I | GZ | GP | GR  | Bod. |     |     |     |  |
| 1.   | Švicarska      | 4    | 3 | 0 | 1 | 14 | 5  | +9  | 9    | —   | 5:2 | 6:0 |  |
| 2.   | Belgija        | 4    | 3 | 0 | 1 | 9  | 6  | +3  | 9    | 2:1 | —   | 2:0 |  |
| 3.   | Island         | 4    | 0 | 0 | 4 | 1  | 13 | -12 | 0    | 1:2 | 0:3 | —   |  |

| 8. rujna 2018. 18:00                                                  |           |        |                                                                     |
| Švicarska                                                             | 6:0       | Island | Kybunpark, St. Gallen Broj gledatelja: 14.912 Sudac: Michael Oliver |
| Zuber 13' Zakaria 23' Shaqiri 53' Seferović 67' Ajeti 71' Mehmedi 82' | Izvještaj |        | Kybunpark, St. Gallen Broj gledatelja: 14.912 Sudac: Michael Oliver |

| 11. rujna 2018. 20:45 |           |                                     |                                                                          |
| Island                | 0:3       | Belgija                             | Laugardalsvöllur, Reykjavík Broj gledatelja: 9710 Sudac: Sergej Karasjov |
|                       | Izvještaj | E. Hazard 29' (pen) Lukaku 31', 81' | Laugardalsvöllur, Reykjavík Broj gledatelja: 9710 Sudac: Sergej Karasjov |

| 12. listopada 2018. 20:45 |           |                |                                                                                     |
| Belgija                   | 2:1       | Švicarska      | King Baudouin Stadium, Bruxelles Broj gledatelja: 39.049 Sudac: Antonio Mateu Lahoz |
| Lukaku 58', 84'           | Izvještaj | Gavranović 76' | King Baudouin Stadium, Bruxelles Broj gledatelja: 39.049 Sudac: Antonio Mateu Lahoz |

| 15. listopada 2018. 20:45 |           |                        |                                                                         |
| Island                    | 1:2       | Švicarska              | Laugardalsvöllur, Reykjavík Broj gledatelja: 8663 Sudac: Andreas Ekberg |
| Finnbogason 81'           | Izvještaj | Seferović 52' Lang 67' | Laugardalsvöllur, Reykjavík Broj gledatelja: 8663 Sudac: Andreas Ekberg |

| 15. studenog 2018. 20:45 |           |        |                                                                                |
| Belgija                  | 2:0       | Island | King Baudouin Stadium, Bruxelles Broj gledatelja: 28.891 Sudac: Orel Grinfeeld |
| Batshuayi 65', 81'       | Izvještaj |        | King Baudouin Stadium, Bruxelles Broj gledatelja: 28.891 Sudac: Orel Grinfeeld |

| 18. studenog 2018. 20:45                               |           |                   |                                                                     |
| Švicarska                                              | 5:2       | Belgija           | Swissporarena, Luzern Broj gledatelja: 15.000 Sudac: Daniele Orsato |
| Rodríguez 26' (pen) Seferović 31', 44', 84' Elvedi 62' | Izvještaj | T. Hazard 2', 17' | Swissporarena, Luzern Broj gledatelja: 15.000 Sudac: Daniele Orsato |

### Skupina 3
| Poz. | Reprezentacija | Uta. | P | N | I | GZ | GP | GR | Bod. |     |     |     |  |
| 1.   | Portugal       | 4    | 2 | 2 | 0 | 5  | 3  | +2 | 8    | —   | 1:0 | 1:1 |  |
| 2.   | Italija        | 4    | 1 | 2 | 1 | 2  | 2  | 0  | 5    | 0:0 | —   | 1:1 |  |
| 3.   | Poljska        | 4    | 0 | 2 | 2 | 4  | 6  | -2 | 2    | 2:3 | 0:1 | —   |  |

| 7. rujna 2018. 20:45 |           |               |                                                                             |
| Italija              | 1:1       | Poljska       | Stadio Renato Dall'Ara, Bologna Broj gledatelja: 24.000 Sudac: Felix Zwayer |
| Jorginho 78' (pen)   | Izvještaj | Zieliński 40' | Stadio Renato Dall'Ara, Bologna Broj gledatelja: 24.000 Sudac: Felix Zwayer |

| 10. rujna 2018. 20:45 |           |         |                                                                      |
| Portugal              | 1:0       | Italija | Estádio da Luz, Lisabon Broj gledatelja: 52.635 Sudac: Willie Collum |
| A. Silva 48'          | Izvještaj |         | Estádio da Luz, Lisabon Broj gledatelja: 52.635 Sudac: Willie Collum |

| 11. listopada 2018. 20:45     |           |                                           |                                                                                |
| Poljska                       | 2:3       | Portugal                                  | Stadion Śląski, Chorzów Broj gledatelja: 48.783 Sudac: Carlos del Cerro Grande |
| Piątek 18' Błaszczykowski 77' | Izvještaj | A. Silva 31' Glik 43' (a.g.) B. Silva 52' | Stadion Śląski, Chorzów Broj gledatelja: 48.783 Sudac: Carlos del Cerro Grande |

| 14. listopada 2018. 20:45 |           |               |                                                                      |
| Poljska                   | 0:1       | Italija       | Stadion Śląski, Chorzów Broj gledatelja: 41.692 Sudac: Damir Skomina |
|                           | Izvještaj | Biraghi 90+2' | Stadion Śląski, Chorzów Broj gledatelja: 41.692 Sudac: Damir Skomina |

| 17. studenog 2018. 20:45 |           |          |                                                                |
| Italija                  | 0:0       | Portugal | San Siro, Milano Broj gledatelja: 73.000 Sudac: Danny Makkelie |
|                          | Izvještaj |          | San Siro, Milano Broj gledatelja: 73.000 Sudac: Danny Makkelie |

| 20. studenog 2018. 20:45 |           |                 |                                                                                       |
| Portugal                 | 1:1       | Poljska         | Estádio D. Afonso Henriques, Guimarães Broj gledatelja: 29.917 Sudac: Sergej Karasjov |
| A. Silva 34'             | Izvještaj | Milik 66' (pen) | Estádio D. Afonso Henriques, Guimarães Broj gledatelja: 29.917 Sudac: Sergej Karasjov |

### Skupina 4
| Poz. | Reprezentacija | Uta. | P | N | I | GZ | GP | GR | Bod. |     |     |     |  |
| 1.   | Engleska       | 4    | 2 | 1 | 1 | 6  | 5  | +1 | 7    | —   | 1:2 | 2:1 |  |
| 2.   | Španjolska     | 4    | 2 | 0 | 2 | 12 | 7  | +5 | 6    | 2:3 | —   | 6:0 |  |
| 3.   | Hrvatska       | 4    | 1 | 1 | 2 | 4  | 10 | -6 | 4    | 0:0 | 3:2 |     |  |

| 8. rujna 2018. 20:45 |           |                      |                                                                       |
| Engleska             | 1:2       | Španjolska           | Wembley Stadium, London Broj gledatelja: 81.392 Sudac: Danny Makkelie |
| Rashford 11'         | Izvještaj | Saúl 13' Rodrigo 32' | Wembley Stadium, London Broj gledatelja: 81.392 Sudac: Danny Makkelie |

| 11. rujna 2018. 20:45                                                  |           |          |                                                                                     |
| Španjolska                                                             | 6:0       | Hrvatska | Estadio Manuel Martínez Valero, Elche Broj gledatelja: 26.900 Sudac: Benoît Bastien |
| Saúl 24' Asensio 35' Kalinić 35' (a.g.) Rodrigo 49' Ramos 57' Isco 70' | Izvještaj |          | Estadio Manuel Martínez Valero, Elche Broj gledatelja: 26.900 Sudac: Benoît Bastien |

| 12. listopada 2018. 20:45 |           |          |                                                                |
| Hrvatska                  | 0:0       | Engleska | Stadion Rujevica, Rijeka Broj gledatelja: 0 Sudac: Felix Brych |
|                           | Izvještaj |          | Stadion Rujevica, Rijeka Broj gledatelja: 0 Sudac: Felix Brych |

| 15. listopada 2018. 20:45 |           |                                |                                                                                    |
| Španjolska                | 2:3       | Engleska                       | Estadio Benito Villamarín, Seville Broj gledatelja: 50.355 Sudac: Szymon Marciniak |
| Alcácer 58' Ramos 90+8'   | Izvještaj | Sterling 16', 38' Rashford 30' | Estadio Benito Villamarín, Seville Broj gledatelja: 50.355 Sudac: Szymon Marciniak |

| 15. studenog 2018. 20:45       |           |                              |                                                                           |
| Hrvatska                       | 3:2       | Španjolska                   | Stadion Maksimir, Zagreb Broj gledatelja: 33.018 Sudac: Aliaksei Kulbakov |
| Kramarić 54' Jedvaj 69', 90+3' | Izvještaj | Ceballos 56' Ramos 78' (pen) | Stadion Maksimir, Zagreb Broj gledatelja: 33.018 Sudac: Aliaksei Kulbakov |

| 18. studenog 2018. 15:00 |           |              |                                                                                |
| Engleska                 | 2:1       | Hrvatska     | Wembley Stadium, London Broj gledatelja: 78.221 Sudac: Anastasios Sidiropoulos |
| Lingard 78' Kane 85'     | Izvještaj | Kramarić 57' | Wembley Stadium, London Broj gledatelja: 78.221 Sudac: Anastasios Sidiropoulos |

## Završnica natjecanja
|  | Polufinale                  | Polufinale                  |   |                             | Finale                      | Finale  |
|  |                             |                             |   |                             |                             |         |
|  | 5. lipnja 2019. – Porto     |                             |   |                             |                             |         |
|  | Portugal                    | 3                           |   |                             |                             |         |
|  | Švicarska                   | 1                           |   |                             |                             |         |
|  |                             |                             |   |                             |                             |         |
|  |                             |                             |   |                             | 9. lipnja 2019. – Porto     |         |
|  |                             |                             |   |                             | Portugal                    | 1       |
|  |                             | Nizozemska                  | 0 |                             |                             |         |
|  |                             |                             |   |                             |                             |         |
|  |                             |                             |   |                             |                             |         |
|  |                             |                             |   |                             | Treće mjesto                |         |
|  | 6. lipnja 2019. – Guimarães | 6. lipnja 2019. – Guimarães |   | 9. lipnja 2019. – Guimarães | 9. lipnja 2019. – Guimarães |         |
|  | Nizozemska (pr.)            | 3                           |   | Švicarska                   | 0 (5)                       |         |
|  | Engleska                    | 1                           |   |                             | Engleska                    | 0 (6 p) |

### Polufinale
| 5. lipnja 2019. 20:45 |     |                     |                                                                     |
| Portugal              | 3:1 | Švicarska           | Estádio do Dragão, Porto Broj gledatelja: 42.415 Sudac: Felix Brych |
| Ronaldo 25', 88', 90' |     | Rodríguez 57' (pen) | Estádio do Dragão, Porto Broj gledatelja: 42.415 Sudac: Felix Brych |

| 6. lipnja 2019. 20:45                     |                 |                    |                                                                                       |
| Nizozemska                                | 3:1 (produžeci) | Engleska           | Estádio Dom Afonso Henriques, Guimarães Broj gledatelja: 42.415 Sudac: Clément Turpin |
| de Ligt 73' Walker 97' (a.g.) Promes 114' |                 | Rashford 32' (pen) | Estádio Dom Afonso Henriques, Guimarães Broj gledatelja: 42.415 Sudac: Clément Turpin |

### Utakmica za 3. mjesto
| 9. lipnja 2019. 15:00 |                 |          |                                                                                       |
| Švicarska             | 0:0 (produžeci) | Engleska | Estádio Dom Afonso Henriques, Guimarães Broj gledatelja: 15.742 Sudac: Ovidiu Hațegan |
|                       |                 |          | Estádio Dom Afonso Henriques, Guimarães Broj gledatelja: 15.742 Sudac: Ovidiu Hațegan |

|                                      |     | jedanaesterci                                 |  |  |
| Zuber Xhaka Akanji Mbabu Schär Drmić | 5:6 | Maguire Barkley Sancho Sterling Pickford Dier |  |  |
|                                      |     |                                               |  |  |

### Finale
| 9. lipnja 2019. 20:45 |     |            |                                                                                  |
| Portugal              | 1:0 | Nizozemska | Estádio do Dragão, Porto Broj gledatelja: 43.199 Sudac: Alberto Undiano Mallenco |
| Guedes 60'            |     |            | Estádio do Dragão, Porto Broj gledatelja: 43.199 Sudac: Alberto Undiano Mallenco |

### Nagrade
| Najbolji strijelac   | Cristiano Ronaldo (3 pogotka) |
| Najbolji igrač       | Bernardo Silva                |
| Najbolji mladi igrač | Frenkie de Jong               |

## Strijelci
Ukupno je postignut 81 gol u 28 utakmica, što je prosjek od 2,89 golova po utakmici.
5 golova
- Haris Seferović

4 gola
- Romelu Lukaku

3 gola
- Marcus Rashford
- Sergio Ramos
- André Silva
- Cristiano Ronaldo

2 gola
- Michy Batshuayi
- Thorgan Hazard
- Tin Jedvaj
- Andrej Kramarić
- Raheem Sterling
- Antoine Griezmann
- Rodrigo
- Saúl
- Memphis Depay
- Quincy Promes
- Virgil van Dijk
- Georginio Wijnaldum
- Ricardo Rodríguez

1 gol
- Eden Hazard
- Harry Kane
- Jesse Lingard
- Olivier Giroud
- Kylian Mbappé
- Toni Kroos
- Leroy Sané
- Timo Werner
- Alfreð Finnbogason
- Cristiano Biraghi
- Jorginho
- Ryan Babel
- Matthijs de Ligt
- Jakub Błaszczykowski
- Arkadiusz Milik
- Krzysztof Piątek
- Piotr Zieliński
- Gonçalo Guedes
- Bernardo Silva
- Paco Alcácer
- Marco Asensio
- Dani Ceballos
- Isco
- Albian Ajeti
- Nico Elvedi
- Mario Gavranović
- Michael Lang
- Admir Mehmedi
- Xherdan Shaqiri
- Denis Zakaria
- Steven Zuber

1 autogol
- Lovre Kalinić (protiv Španjolske)
- Kyle Walker (protiv Nizozemske)
- Kamil Glik (protiv Portugala)

## Ukupni poredak
Reprezentacije lige A su u ukupnom poretku raspoređene od 1. do 12. mjesta prema sljedećim pravilima:
- Reprezentacije koje završe prvoplasirane u skupinama poredane su od 1. do 4. mjesta prema rezultatima završnice natjecanja.
- Reprezentacije koje završe drugoplasirane u skupinama poredane su od 5. do 8. mjesta prema rezultatima natjecanja po skupinama.
- Reprezentacije koje završe trećeplasirane u skupinama poredane su od 9. do 12. mjesta prema rezultatima natjecanja po skupinama.

| Por. | Sku. | Reprezentacija | Uta. | P | N | I | GZ | GP | GR  | Bod. |
| ---- | ---- | -------------- | ---- | - | - | - | -- | -- | --- | ---- |
|      | A3   | Portugal       | 4    | 2 | 2 | 0 | 5  | 3  | +2  | 8    |
|      | A1   | Nizozemska     | 4    | 2 | 1 | 1 | 8  | 4  | +4  | 7    |
|      | A4   | Engleska       | 4    | 2 | 1 | 1 | 6  | 5  | +1  | 7    |
| 4.   | A2   | Švicarska      | 4    | 3 | 0 | 1 | 14 | 5  | +9  | 9    |
|      |      |                |      |   |   |   |    |    |     |      |
| 5.   | A2   | Belgija        | 4    | 3 | 0 | 1 | 9  | 6  | +3  | 9    |
| 6.   | A1   | Francuska      | 4    | 2 | 1 | 1 | 4  | 4  | 0   | 7    |
| 7.   | A4   | Španjolska     | 4    | 2 | 0 | 2 | 12 | 7  | +5  | 6    |
| 8.   | A3   | Italija        | 4    | 1 | 2 | 1 | 2  | 2  | 0   | 5    |
|      |      |                |      |   |   |   |    |    |     |      |
| 9.   | A4   | Hrvatska       | 4    | 1 | 1 | 2 | 4  | 10 | -6  | 4    |
| 10.  | A3   | Poljska        | 4    | 0 | 2 | 2 | 4  | 6  | -2  | 2    |
| 11.  | A1   | Njemačka       | 4    | 0 | 2 | 2 | 3  | 7  | -4  | 2    |
| 12.  | A2   | Island         | 4    | 0 | 0 | 4 | 1  | 13 | -12 | 0    |

## Nagradni fond
Nagradni fond koji je dodijeljen reprezentacijama objavljen je u ožujku 2018. Svaka reprezentacija lige A dobila je naknadu solidarnosti od 1,5 milijuna eura. Uz to, četiri pobjednika skupina dobili su još i 1,5 milijuna eura bonusa.
Četiri pobjednika skupina lige A koji su sudjelovali u završnici natjecanja dobili su i sljedeće nagrade na temelju njihovih rezultata:
- Pobjednik: 4,5 milijuna eura
- Drugoplasirani: 3,5 milijuna eura
- Trećeplasirani: 2,5 milijuna eura
- Četvrtoplasirani: 1,5 milijuna eura.

Što znači da maksimalni iznos koji je najbolja reprezentacija lige A dobila je 7,5 milijuna eura.

## Kvalifikacijska doigravanja
Četiri najbolje reprezentacije lige A prema ukupnom poretku koje se nisu kvalificirali na Europsko prvenstvo 2020. kroz redovne kvalifikacije igrale su doigravanja u kojima je pobjednik osigurao plasman na Europskom prvenstvu 2020. Budući da je Island jedina reprezentacija lige A koja se nije kvalificirala kroz redovne kvalifikacije, ostala slobodna mjesta dodijeljena su ždrijebom reprezentacijama iz lige C koje nisu osvojile skupinu prema ukupnom poretku.
| Poredak | Reprezentacija |
| ------- | -------------- |
| 1 PS    | Portugal       |
| 2 PS    | NizozemskaD    |
| 3 PS    | EngleskaD      |
| 4 PS    | Švicarska      |
| 5       | Belgija        |
| 6       | Francuska      |
| 7       | Španjolska D   |
| 8       | Italija D      |
| 9       | Hrvatska       |
| 10      | Poljska        |
| 11      | Njemačka D     |
| 12      | Island         |

Legenda
- PS Pobjednik skupine Lige nacija
- D Domaćin Europskog prvenstva 2020. u trenutku ždrijeba
- Doigravanje za Europsko prvenstvo
- Kvalifikacija na Europsko prvenstvo kroz redovne kvalifikacije

### Napomene
1. ↑  Utakmica između Hrvatske i Engleske igrana je bez gledatelja uslijed UEFA-ine kazne Hrvatskoj zbog rasističkog ponašanja na kvalifikacijskoj utakmici za Europsko prvenstvo 2016. protiv Italije.[18]

## Vanjske poveznice
- Službena stranica

| UEFA Liga nacija | UEFA Liga nacija                                                                                    |
| ---------------- | --------------------------------------------------------------------------------------------------- |
|                  | |
| Sezone           | 2018./19. (Lige: A • B • C • D) • 2020./21. (Lige: A • B • C • D) • 2022./23. (Lige: A • B • C • D) |
|                  | |
| Hrvatska • UEFA  | |

| UEFA Liga nacija | UEFA Liga nacija                                                                                    |
| ---------------- | --------------------------------------------------------------------------------------------------- |
|                  | |
| Sezone           | 2018./19. (Lige: A • B • C • D) • 2020./21. (Lige: A • B • C • D) • 2022./23. (Lige: A • B • C • D) |
|                  | |
| Hrvatska • UEFA  | |